# Eustaquio Torres Agüero
Eustaquio José de Torres Agüero (Buenos Aires, Argentina, 20 de septiembre de 1805 - Buenos Aires, Argentina 5 de agosto de 1869) fue un abogado, funcionario y hacendado argentino que se destacó en jurisprudencia y legislación.
Se desempeñó como fiscal, juez de primera instancia y camarista, especialmente en el fuero criminal, siendo uno de los magistrados más cercanos a Juan Manuel de Rosas. Paralelamente cumplió funciones legislativas, siendo electo diputado a la Legislatura y a la Junta de Representantes de Buenos Aires, y sancionando la Constitución del Estado de Buenos Aires en 1854.
Fue hacendado ganadero en la provincia de Buenos Aires, y en 1866 participó activamente de la fundación de la Sociedad Rural Argentina, cuyas dos reuniones preparativas tuvieron lugar en su casa, siendo uno de los firmantes de su acta de suscripción.

## Familia y primeros años
Eustaquio J. de Torres nació el 20 de septiembre de 1805, día de San Eustaquio de Roma, en la ciudad de Buenos Aires. Fue bautizado ese mismo día con los nombres de Eustaquio Miguel José por su tío materno Juan Manuel Fernández de Agüero, y apadrinado por sus tíos Miguel Fernández de Agüero y María Ignacia de Agüero, en la Basílica de Nuestra Señora de la Merced.
Se confirmó el 16 de febrero de 1806 en la Catedral de Buenos Aires, apadrinado por Juan Esteban de Ezcurra, y recibiendo el sacramento por parte de Benito de Lué y Riega, en ese entonces obispo de Buenos Aires.
Su padre Sebastián de Torres Villarejo, nacido en Laguardia, Álava, aunque de familia originaria de Pancorbo, Burgos, se había radicado a fines del siglo XVIII en el Río de la Plata, siendo destacado vecino y comerciante de Buenos Aires, invitado al Cabildo Abierto de Mayo, y contrayendo matrimonio allí con la criolla Feliciana Andrea de Agüero.
A través de su abuelo materno, Eustaquio de Torres pertenecía a la familia Agüero, una de las más influyentes de Buenos Aires a principios del siglo XIX, que también incluía a sus tíos Julián Segundo de Agüero y Juan Manuel Fernández de Agüero, y a su hermano Lorenzo de Torres Agüero. A través de su abuela materna, integraba la familia Gregorio, que lo emparentaba con Julián Gregorio de Espinosa y Juan Gregorio de las Heras, y descendía de conquistadores del siglo XVI como Alonso de Escobar y Martín Suárez de Toledo.

## Educación

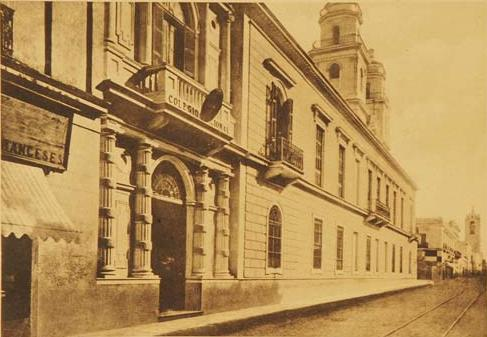
Real Colegio de San Carlos de Buenos Aires

Eustaquio J. de Torres asistió en su juventud para recibir educación primaria al Real Colegio de San Carlos. Figura inscripto en su curso de Gramática de 1817, encontrándose entre sus compañeros, además de su hermano Lorenzo Torres Agüero, hombres que tendrían gran relevancia en la historia argentina, tales como Justo José de Urquiza, Martín Rodríguez, Diego Alcorta, o Calixto Oyuela.
Torres Agüero realizó posteriormente sus estudios superiores en Derecho en la Universidad de Buenos Aires. Sin embargo, éstos se vieron interrumpidos por ser nombrado el 17 de febrero de 1825 oficial de pluma de la legación argentina en Londres, y viajando en consecuencia al Reino Unido, donde residió por cinco años, desde 1825 hasta 1830. En su último tiempo allí también se desempeñó como encargado de negocios.
Prosiguió sus estudios en Buenos Aires a su vuelta de Londres, graduándose como doctor en jurisprudencia en 1831, con una tesis sobre Necesidad y conveniencia de la inmunidad de los ministros públicos aún en los casos criminales. Fue director de tesis su hermano el Dr. Lorenzo Torres Agüero, y realizó la disertación el 1 de julio de 1831, obteniendo la clasificación de bueno por unanimidad de votos.
Posteriormente continuó su formación académica en la Academia de Jurisprudencia Teórico Práctica de Buenos Aires, por la cual se recibe de abogado en 1834. Ese mismo año se anota el ahora Doctor Eustaquio J. de Torres en la matrícula de abogados de Buenos Aires, para así poder ejercer su profesión.

## Vida pública

### Actuación judicial
Torres Agüero poco tiempo después de recibirse de abogado se desempeñó como asesor del Ministerio de Pobres y Menores de Buenos Aires. El 11 de enero de 1839 es nombrado agente fiscal, llenando la vacante del Dr. Lucas González Peña. Ejerce su profesión desde dicho empleo hasta el 17 de enero de 1841, cuando es designado para servir en el Juzgado del Crimen desempeñado por el Dr. Jacinto Cárdenas. Dos años más tarde, en 1843, es nombrado juez de primera instancia del fuero Criminal. Se avocó a la administración de justicia desde dicha magistratura por nueve años, hasta 1852, integrando asimismo la Cámara de Justicia de Buenos Aires.

#### Abogado del general San Martín

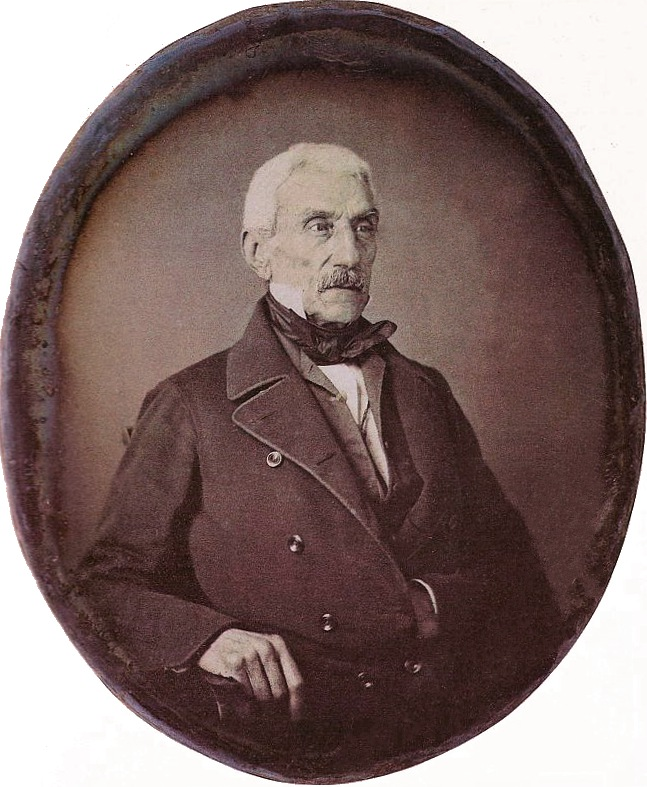
San Martín en su vejez, en tiempos en los que Eustaquio Torres Agüero era su abogado.

El Dr. Eustaquio Torres Agüero se desempeñó durante largos años como abogado del general José de San Martín, patrocinándolo en procesos judiciales y asesorándolo legalmente. Por encontrarse en el exilio, residiendo en Boulogne-sur-Mer, San Martín se comunicaba con Torres Agüero a través de cartas, mencionándolo en una de ellas como señor y compatriota de todo mi aprecio.
Asimismo, Eustaquio Torres Agüero mantuvo toda su vida una estrecha amistad con Mariano Balcarce, con quien había compartido un mismo entorno social en su juventud, por haber nacido ambos con tan solo dos años de diferencia, y haber pertenecido sus familias a la alta sociedad de Buenos Aires. Es así que en correspondencia fechada en 3 de septiembre de 1844 en París, Balcarce le expresa al Dr. Torres Agüero que puedes estar cierto que la amistad que te he profesado siempre no se ha alterado en lo más mínimo, y que me intereso vivamente en tu felicidad y en la de toda tu familia. En la misma misiva Mariano Balcarce le solicita asistencia con una cuestión judicial que involucraba a su suegro, el libertador José de San Martín.

### Actuación política
En 1845 accede al puesto de diputado de la Legislatura de Buenos Aires, renovando su banca en las elecciones de 1851. En paralelo, Eustaquio José Torres fue desde 1847 secretario de la Junta de Representantes. Su cercanía con Juan Manuel de Rosas le garantizó un rápido crecimiento político. Su vínculo con el régimen rosista era tal, que así hablaba del Dr. Eustaquio Torres su edecán, Antonino Reyes:
Preciso que Ud. sepa que Don Eustaquio Torres era mi inseparable, y que era infalible todos los sábados en el campamento y en San Fernando como en todas las reuniones y paseos que yo hacía.
El 8 de septiembre de 1853 el Dr. Torres Agüero es uno de los quince electos que se integran a la mencionada Junta de Representantes de Buenos Aires, que afirman historiadores que debe convenirse que se trataba de una Asamblea de Notables, verdaderamente representativa de la provincia. El año siguiente, en 1854, asume como vicepresidente primero del cuerpo mencionado, a la vez que se desempeñaba como camarista y fiscal. Luego cesaría su actividad legislativa para ser juez y fiscal del Tribunal de Justicia de la Nación.

#### Constitución de Buenos Aires

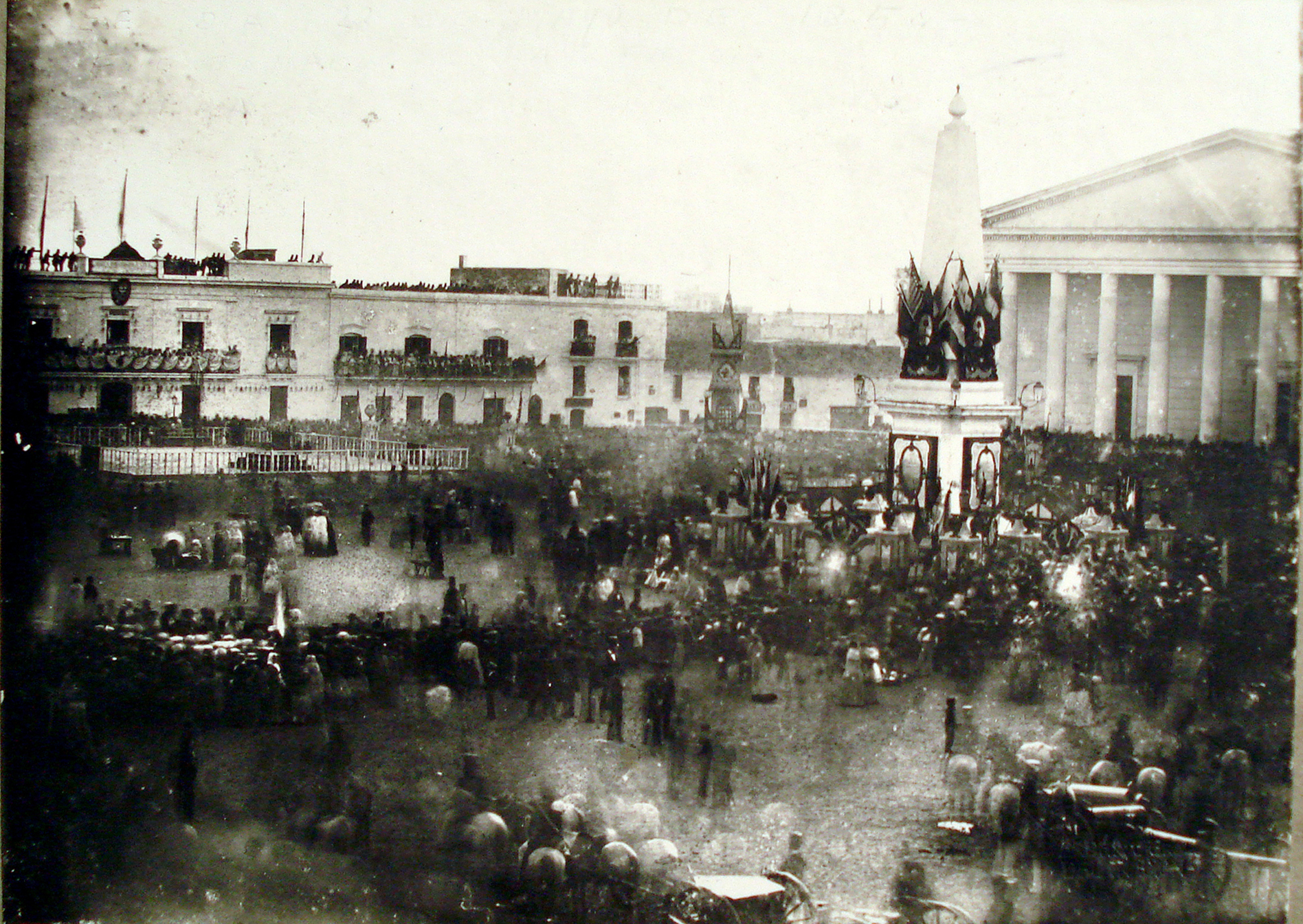
Jura a la Constitución de Buenos Aires de 1854

Desde mediados de 1852 la redacción de una Constitución de la provincia de Buenos Aires se encontraba proyectada. Luego de la Revolución del 11 de Septiembre y de la rebelión del coronel Hilario Lagos, el 17 de octubre de 1853 la Sala de Representantes designó una comisión, compuesta por Valentín Alsina, Miguel Esteves Seguí, Nicolás de Anchorena, Manuel de Escalada, Carlos Tejedor, Mariano Acosta, y Eustaquio Torres Agüero, para presentar un proyecto constitucional.
El 2 de marzo de 1854 éste tuvo entrada en la Sala, y el 4 de marzo fue aprobado en general, aunque con la oposición del general Bartolomé Mitre. La Constitución de Buenos Aires fue sancionada el 11 de marzo de 1854, contando con Eustaquio Torres Agüero como uno de sus impulsores y convencionales constituyentes.

### Actividad rural
Eustaquio Torres fue gran beneficiario de los avances de la frontera ganadera hacia el sur y oeste de la provincia de Buenos Aires, siendo un importante hacendado bonaerense, al igual que su hermano Lorenzo Torres y sus primos Martínez de Hoz. Contaba con campos, entre otros, en los partidos de Castelli, junto al Río Salado, Pila, y General Alvarado.
En el último partido mencionado, en la actual localidad de Mechongué, el Dr. Torres Agüero era propietario de la estancia La Golondrina, con una extensión de cuatro leguas y media. Dicho campo sería luego heredado por sus descendientes Tezanos Pinto Torres Agüero, y posteriormente por la rama Foster de Tezanos Pinto.

#### Fundación de la Sociedad Rural Argentina
Luego de asistir a una exposición agrícola en Birmingham, surgió por parte de Eduardo Olivera la idea de fundar una asociación en Argentina que se ocupara de organizar muestras del mismo estilo. Fue invitado entonces por José Martínez de Hoz a reunirse para fundar una "Sociedad de Hacendados". Dicha reunión fue realizada en la casa de Eustaquio Torres Agüero, primo de Martínez de Hoz. Este último presidió el evento, y resaló la urgencia de asociar todos los intereses rurales del país.
Poco tiempo después, en 1866, también en la casa del Dr. Eustaquio J. Torres, fueron leídos los proyectos de Ricardo Newton y Eduardo Olivera. Se decidió seguir el de este último, y cambiar el nombre de Sociedad de Agricultura por el de Sociedad Rural. Finalmente el 10 de julio de 1866 se realizó una última reunión, fundando la Sociedad Rural Argentina, con acta de instalación suscripta por Eustaquio Torres, entre otros sesenta y tres hombres. Su rol promotor fue significativo para lograr la creación de la institución, aún hoy la más importante dentro del gremialismo rural argentino.
Ya fundada y activa la Sociedad Rural Argentina, Eustaquio Torres fue en los años siguientes uno de sus miembros con mayor permanencia, integrando dicha institución más de doce años. Afirma Marta Valencia que junto a otros estancieros se encuentran en los diccionarios biográficos registrados como antiguos hacendados de Buenos Aires, interesados en la agremiación de los productores bonaerenses, sin otra actividad complementaria.

### Masonería
Eustaquio J. Torres Agüero se inició en la masonería en 1856, junto a sus hermanos Lorenzo Torres e Ildefonso Torres, integrando la Logia Unión del Plata N°1. Cuando se constituyó el Supremo Consejo de Grado 33 para la República Argentina, conocido como la Gran Logia de la Argentina de Libres y Aceptados Masones, el 11 de diciembre de 1857, fue uno de sus miembros fundadores Eustaquio Torres. Sucesivamente, ocupó de 1858 a 1861 el cargo de Gran Orador, de 1861 a 1864 el de Gran Comendador, y finalmente de 1867 a 1869 el de Gran Orador una vez más.

### Fallecimiento
Pocos días antes de cumplir sesenta y cuatro años de edad, el Dr. Eustaquio José Torres Agüero moría de hipertrofia en Buenos Aires, su ciudad de origen, un 5 de agosto de 1869.

## Descripción y pensamiento
En el su apartado biográfico referido al Dr. Eustaquio J. de Torres, Vicente Cutolo se refiere a él de la siguiente manera:
Era orador atildado, de voz escasa y parcos gestos, pero también de períodos armoniosos y justos razonamientos.
En cuanto a las corrientes ideológicas a las cuales adscribía, se caracterizó a Eustaquio Torres como un hombre de pensamiento volteriano, es decir, afín a las ideas del filósofo francés Voltaire. De ello se desprende que defendía la Ilustración, el racionalismo, y el laicismo político. Ello se demuestra claramente en el debate habido en la Legislatura para la expulsión definitiva de la Compañía de Jesús de la Confederación Argentina, en la cual Eustaquio Torres, a fuer de volteriano, habló por boca de Thierry, Anquetil, De Thou, Baronio, De Potter, Du Boulay, para presentar a los jesuitas como esclavos conscientes del fin supremo de dominar sobre los intereses de la sociedad y del Estado.

## Matrimonio y descendencia

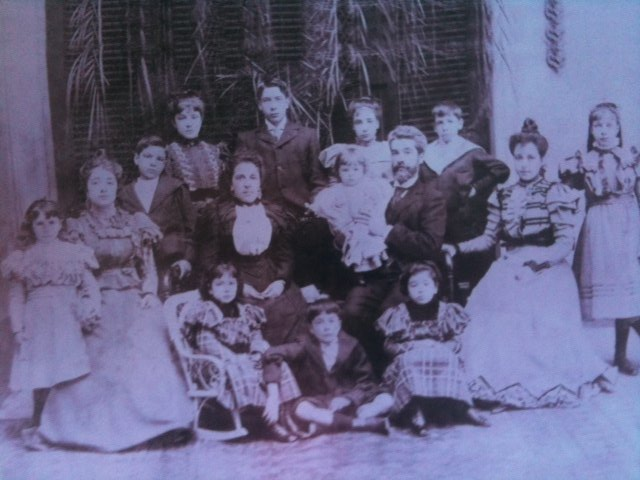
Familia Tezanos Pinto Torres Agüero

Eustaquio J. Torres Agüero contrajo matrimonio el 13 de junio de 1836 en la Catedral de Buenos Aires con su prima hermana Juana Fernández de Agüero, hija de Miguel Fernández de Agüero, comerciante nacido en Sobrelapeña, Cantabria, y de la criolla María Ignacia de Agüero Gregorio de Espinosa.
Juntos tuvieron por lo menos siete hijos, nacidos entre 1837 y 1851 en Buenos Aires: José Miguel, Eustaquio José Celestino, Juana Micaela, María de la Paz Irene, Corina Vicenta, Tomás Elías, y José Enrique Torres Agüero. De ellos descienden, entre otras, las familias porteñas Torres Agüero, Bosch Torres Agüero, Idoyaga Molina Torres Agüero, Tezanos Pinto Torres Agüero, Foster de Tezanos Pinto, Frers Torres Agüero, etcétera.
Entre los descendientes de Eustaquio Torres Agüero y sus cónyuges, se destacan José Miguel Torres Agüero, director del Banco Provincia de Buenos Aires y del Banco Hipotecario Nacional, Tomás Torres Agüero, ministro de Hacienda de la provincia Buenos Aires y director de los bancos Provincia e Hipotecario, David de Tezanos Pinto, jurista y catedrático, Norberto La Porta, político y legislador, Tomás Dardanelli, autor de trabajos históricos y genealógicos relativos a esta familia, y Arsenio Martínez de Campos, IV marqués del Baztán.